# Valhalla (krater)
Valhalla – największy krater uderzeniowy na Kallisto, księżycu Jowisza. Środek krateru zajmuje jasny obszar, tzw. palimpsest o średnicy 600 km, otoczony co najmniej 15 koncentrycznymi pierścieniami. Średnica skrajnego pierścienia wynosi około 3000 km, zatem zajmowany obszar pomieściłby powierzchnię USA.
Krater powstał w wyniku uderzenia w Kallisto dużej planetoidy. Powstanie tak wielkiego basenu uderzeniowego nie spowodowało deformacji terenu po przeciwnej stronie ciała, gdzie powinny skupić się fale sejsmiczne spowodowane uderzeniem; jest to przesłanka, że wnętrze Kallisto posiada ciekłą warstwę, w której energia fal uległa rozproszeniu - podpowierzchniowy ocean.